# Raymond Smith Dugan
| Asteroides descubiertos: 16 | Asteroides descubiertos: 16 |
| --------------------------- | --------------------------- |
| (497) Iva                   | 4 de noviembre de 1902      |
| (503) Evelyn                | 19 de enero de 1903         |
| (506) Marion                | 17 de febrero de 1903       |
| (507) Laodica               | 19 de febrero de 1903       |
| (508) Princetonia           | 20 de abril de 1903         |
| (510) Mabella               | 20 de mayo de 1903          |
| (511) Davida                | 30 de mayo de 1903          |
| (516) Amherstia             | 20 de septiembre de 1903    |
| (517) Edith                 | 22 de septiembre de 1903    |
| (518) Halawe                | 20 de octubre de 1903       |
| (519) Sylvania              | 20 de octubre de 1903       |
| (521) Brixia                | 10 de enero de 1904         |
| (523) Ada                   | 27 de enero de 1904         |
| (533) Sara                  | 19 de abril de 1904         |
| (534) Nassovia              | 19 de abril de 1904         |
| (535) Montague              | 7 de mayo de 1904           |

Raymond Smith Dugan nacido el 30 de mayo de 1878 y fallecido el 31 de agosto de 1940 fue un astrónomo estadounidense.

## Semblanza
Diplomado en el Amherst College de Massachusetts (1899), Dugan obtuvo su licencia en el Amherst College 1902 y realizó posteriormente su tesis doctoral 1905 en el "Landessternwarte Heidelberg-Königstuhl" (observatorio de Heidelberg-Königstuhl, cerca de Heidelberg) en la universidad de Heidelberg.
En esa época, el observatorio de Heidelberg era un centro de investigación importante de asteroides dirigido por Max Wolf, y durante su estancia, Dugan descubrió allí 16 asteroides, entre los que destacan particularmente (511) Davida.
En la universidad de Princeton, fue instructor (1905 - 1908), profesor asistente (1908 - 1920) y finalmente profesor (1920-). Se casó con Annette Rumford 1909.
Coescribió una obra que influyente en dos volúmenes 1927 con Henry Norris Russell y John Quincy Stewart: " Astronomía: Una revisión del manual de astronomía de Young " (Ginn y Co., Boston, 1926-27, 1938, 1945) que se convirtió en la obra de astronomía de referencia durante cerca de dos décadas. Consta de dos volúmenes: " el sistema solar " y " Astrofísica y astronomía estelar ".

## Eponimia
- El asteoroide (2772) Dugan fue nombrado en su honor.
- El cráter lunar Dugan también lleva este nombre en su memoria.